# Martin Schwarzschild
Martin Schwarzschild (Potsdam, 31 de maio de 1912 — Langhorne, 10 de abril de 1997) foi um astrofísico alemão.

## Vida
Schwarzschild nasceu em Potsdam em uma distinta família acadêmica judaica alemã. Seu pai era o físico Karl Schwarzschild e seu tio o astrofísico Robert Emden. Sua irmã, Agathe Thornton, tornou-se uma estudiosa dos clássicos na Nova Zelândia.
Em conformidade com um pedido no testamento de seu pai, sua família mudou-se para Göttingen em 1916. Schwarzschild estudou na Universidade de Göttingen e fez seu exame doutoral em dezembro de 1936. Ele deixou a Alemanha em 1936 para a Noruega e depois para os Estados Unidos.
Schwarzschild serviu na inteligência do exército americano. Ele foi condecorado com a Legião de Mérito e a Estrela de Bronze por seu serviço durante a guerra. Após retornar aos EUA, casou-se com a também astrônoma Barbara Cherry (1914–2008).
Em 1947, Martin Schwarzschild juntou-se ao seu amigo de longa data, Lyman Spitzer, na Universidade de Princeton. Spitzer morreu 10 dias antes de Schwarzschild.
O trabalho de Schwarzschild nos campos da estrutura estelar e evolução estelar levou a uma melhor compreensão das estrelas pulsantes, rotação solar diferencial, trajetórias evolutivas pós-sequência principal no diagrama de Hertzsprung-Russell (incluindo como as estrelas se tornam gigantes vermelhas), fontes de camada de hidrogênio, o flash do hélio, e as idades dos aglomerados estelares. Schwarzschild também esteve entre os primeiros a usar computadores digitais no estudo da astronomia. Com Fred Hoyle, ele computou alguns dos primeiros modelos estelares a corretamente ascender o ramo das gigantes vermelhas pela queima constante de hidrogênio em uma camada ao redor do núcleo.
Ele e Härm foram os primeiros a computar modelos estelares passando por pulsos térmicos no ramo assintótico das gigantes e posteriormente mostraram que esses modelos desenvolvem zonas convectivas entre as camadas de queima de hélio e hidrogênio, que podem trazer cinzas nucleares à superfície visível.
O livro de Schwarzschild de 1958 Structure and Evolution of the Stars ensinou uma geração de astrofísicos como aplicar computadores eletrônicos ao cálculo de modelos estelares.
Nas décadas de 1950 e 1960, respondendo a um desafio do colega professor James Van Allen, ele chefiou os projetos Stratoscope, lançando telescópios na estratosfera com balões de ar quente. Isso permitiu a fotografia de fenômenos astronômicos sem interferência atmosférica. O primeiro Stratoscope produziu imagens de alta resolução de grânulos solares e manchas solares, confirmando a existência de convecção na atmosfera solar, e o segundo obteve espectros infravermelhos de planetas, estrelas gigante vermelha, e núcleos de galáxias. Em seus anos posteriores, ele fez contribuições significativas para a compreensão da dinâmica de galáxias elípticas.
Na década de 1980, Schwarzschild aplicou suas habilidades numéricas à construção de modelos para galáxias triaxiais.
Schwarzschild foi Professor Emérito Eugene Higgins de Astronomia na Universidade de Princeton, onde passou a maior parte de sua vida profissional.

## Homenagens

### Prêmios
- Prêmio Newcomb Cleveland (1957)
- Medalha Karl Schwarzschild (1959)[11]
- Henry Norris Russell Lectureship (1960)
- Medalha Henry Draper (1960)[12]
- Medalha Eddington (1963)
- Medalha Bruce (1965)[13]
- Medalha Rittenhouse (1966)[14]
- Gibbs Lecture (1966)[15]
- Medalha de Ouro da Royal Astronomical Society (1969)[16]
- Prêmio Brouwer (1992)
- Prêmio Balzan (1994, com Fred Hoyle)
- Medalha Nacional de Ciências (1997)[17]

### Epônimos
- Asteroide 4463 Marschwarzschild